# Виндо Гьошев
Виндо Гьошев (болг. Въндо Гьошев, справжнє ім'я болг. Васил Георгиев Танов, також мав прізвиська болг. Въндо войвода, Стари Въндо) — болгарський і македонський революціонер, борець проти османського іга, гайдук, воєвода ВМОРО. Відомий також як «військова звитяга Мегленської општини».

## Життєпис
Виндо Гьошев народився у 1858 році в селі Лесково Мегленської општині Османської імперії. Прєднався до боротьби проти османів у 1893 році. коли став курьєром ВМОРО. Через певний час був призначений воєводою. У 1894 році він вигнав з свого села грецького старосту/владику, який хотів замінити болгарського священика на грецького. У 1898 році брат Виндо Стоян був убитий підкупленою владикою людиною.
Переслідуваний османською владою, змушений був ховатися в Енідже Вардар з своїми братами і синами, де приєднався до чети Іванчо Карасуліята у 1902 році. У 1908 році після Молодотурецької революції на нетривалий час гайдуцька боротьба припинилась, Виндо став легальним громадянином, але через деякий час боротьба поновилась. Воєвода Виндо загітував інших воєвод, щоб вони з четами повернулись до Македонії аби дати османам бій в горах Кожух і Паяк. Взимку Виндо відійшов до Болгарії, повторно повернувся до Македонії у 1910 році разом з іншими воєводами.
Коли почалася Перша Балканська війна в 1912 році, Виндо Гьошев пішов до македонського ополчення у Першу окрему партизанську роту. Біля селища Крива 9 жовтня 1912 року ополчення розбило османську армію, а 19 жовтня допомогло грецькій армії звільнити Енідже Вардар. 15 грудня Виндо Гьошев і його син були арештовані й осуджені на смерть. Були відправлені до в'язниці «Еді куле» в Солуні, звідки Георги встиг втекти, а воєвода Виндо був спочатку підданий тортурам, побитий, потім залишений без їжі, отруєний, і врешті-решт, убитий у 1917 році.
Син Виндо Гьошева — Георги Виндев (1890–1942) теж був воєводою.